# Strømmen IF
El Strømmen Idrettsforening es un equipo de fútbol de Noruega que juega en la Segunda División de Noruega, la tercera categoría de fútbol del país.

## Historia
Fue fundado el 25 de septiembre de 1911 en la ciudad de Strømmen con el nombre Strømmen FK. En 1914 lo cambiaron por FK Norrøna y en 1923 se fusionaron con el Strømmen IF para crear al IL Norrøna.
En 1935 se incorporaron al Strømmen BK, el cual fue fundado en la década de los años 1920s y revirtieron su nombre a Strømmen FK. En 1945 se fusionaron con el Arbeidernes IF (fundado en 1928) para crear al Strømmen AIL, y posteriormente cambiaron a su nombre actual. Cuenta con secciones en atletismo y patinaje de velocidad.
Han jugado en la Tippeligaen en 15 temporadas entre 1949 y 1988 y posee el peor promedio de asistencia en una temporada en la máxima categoría: 202 aficionados por juego.

## Récords
- Mayor victoria: 12–0 vs Fu/Vo (2002)
- Peor derrota: 0–8 vs HamKam (1984)
- Más apariciones: Tore Kallstad (100)
- Goleador histórico: Jan Tangen (73)

## Jugadores

### Jugadores destacados
- Stig Inge Bjørnebye